# Uzurpatorka
Uzurpatorka (hiszp. La Usurpadora) – meksykańska telenowela wyprodukowana przez wytwórnię Televisa w 2019 roku. W roli tytułowej Sandra Echeverría. Nowa wersja Pauliny.  
Polska premiera serialu odbyła się 1 października 2020 o godzinie 12.55 w TV4.

## Fabuła
Paola Miranda nie jest szczęśliwa jako żona prezydenta Meksyku i postanawia rozpocząć nowe życie. W tym celu kobieta usiłuje doprowadzić do tego, by jej siostra bliźniaczka Paulina Doria zaczęła ją udawać.

## Obsada
- Sandra Echeverría - Paola Miranda
- Andrés Palacios - Carlos Bernal
- Arap Bethke - Facundo Nava
- Macarena Oz - Lisette Bernal
- Germán Bracco - Emilio Bernal
- Juan Martín Jauregui - Gonzalo Santamaría
- Ana Bertha Espín - Arcadia Rivas de Miranda
- Aurora Gil - Teresa Bernal
- Juan Carlos Barreto - Manuel Hernández

## Emisja w Polsce
Telenowela w Polsce emitowana jest od 1 października, od poniedziałku do piątku o godzinie 12.55 w TV4.